# Gabriella Asklund-Sohlberg
Julia Charlotta Gabriella Asklund-Sohlberg, född 17 april 1890 i Stockholm, död där 3 augusti 1973, var en svensk målare och grafiker.
Hon var dotter till kaptenen Johan Gabriel Asklund och Charlotta Wilhelmina Kuylenstierna och från 1929 gift med civilingenjören Karl Valdemar Sohlberg. Hon studerade vid Althins målarskola 1906–1908, Konsthögskolan 1908–1911 samt etsning för Axel Tallberg vid Konstakademiens etsningsskola 1913–1914 samt under längre studieresor till Rom och Paris. Hon medverkade i samlingsutställningar arrangerade av Föreningen Svenska Konstnärinnor samt i en samlingsutställning i Pau, Frankrike. Hennes konst består till stor del av västkustmotiv.